# Käthe Sohnemann
Käthe Sohnemann   (Hamburg, 6 de maig de 1913 - Kiel, 15 d'octubre de 1997) va ser una gimnasta artística alemanya que va competir durant la dècada de 1930.
El 1936 va prendre part en els Jocs Olímpics de Berlín, on guanyà la medalla d'or en la competició del concurs complet per equips del programa de gimnàstica.